# Ramos Reynaud, & C.ª
Ramos Reynaud, & C.ª era uma empresa portuguesa de conservaria de peixe, sediada em Setúbal, Portugal.

## História
Pertencente à família Ramos Reynaud, a empresa foi fundada em 1892 e foi encerrada em 1942, completando 50 anos de actividade industrial.
É esparsa a informação sobre a fábrica, mas é sabido que a sua localização seria a Rua Guilherme Gomes Fernandes, em Setúbal.
Esta empresa publicitou as conservas portuguesas no exterior, tendo como principais registos os anúncios de 1936.